# 브네이 사크닌 FC
브네이 사크닌 FC(히브리어: איחוד בני סכנין, 아랍어: اتحاد أبناء سخنين)는 사크닌을 연고로 하는 이스라엘의 축구 클럽이다. 현재는 리갓 하알에 참가하고 있다.

## 성적
- 이스라엘 스테이트컵 우승 1회 (2003-04)

## 선수 명단

### 현역
참고: FIFA 자격 규정에 따라 소속된 국가대표팀 국기를 표시합니다. 선수는 복수의 FIFA 비회원국 국적을 가지고 있을 수 있습니다.
| 번호 | 포지션 | 국적       | 이름          |
| ---- | ------ | ---------- | ------------- |
| 7    | MF     | 이스라엘   | 베람 카얄     |
| 19   | FW     | 가나       | 반스 오세이   |
| 47   | DF     | 우크라이나 | 다니엘 율라니 |

| 번호 | 포지션 | 국적 | 이름 |
| ---- | ------ | ---- | ---- |

### 역대
틀:브네이 사크닌 FC
틀:브네이 사크닌 FC 감독